# Leucosoleniidae
Leucosoleniidae là một họ bọt biển vôi trong bộ Leucosolenida.